# Exaereta modica
Exaereta modica är en fjärilsart som beskrevs av Franz Dannehl 1929. Exaereta modica ingår i släktet Exaereta och familjen tandspinnare. Inga underarter finns listade i Catalogue of Life.